# Sławomir Panek
Sławomir Panek (* 8. Juni 1944 in Proszowice) ist ein polnischer Politiker (Solidarność). Er war von 1991 bis 1993 Abgeordneter des Sejm in der I. Wahlperiode.

## Leben und Beruf
Sławomir Panek schloss 1972 ein Studium der Bergbautechnik an der Schlesischen Technischen Universität ab. Anschließend war er im Bergbau tätig. In den 1990er Jahren leitete er den lokalen Radiosender. Später arbeitete er für Wirtschaftsunternehmen in Katowice.

## Politik
Panek engagierte sich in der unabhängigen Gewerkschaft Solidarność. In den 1990er Jahren war er deren stellvertretender Vorsitzender in der Region Śląsko-Dąbrowskiego. Bei der ersten vollständig freien Parlamentswahl 1991 wurde er auf der Liste des Wahlkomitees der Solidarność in den Sejm gewählt. Da das Wahlkomitee bei der Parlamentswahl 1993 mit 4,9 % der Stimmen an der neu eingeführten 5-%-Hürde scheiterte, schied er aus dem Sejm aus.